# بولو مرير
بولو مرير (بالصومالية: Buulo Mareer)‏ بلدة في محافظة شيبيلي السفلى جنوب غرب الصومال، اتخذتها حركة الشباب قاعدة لها، وكانت مسرحا لعملية محاولة إنقاذ رهائن عام 2013 حاولت خلالها القوات الخاصة الفرنسية تحرير رهينة فرنسي كان محتجزًا من قبل الجماعة المتمردة، سيطرت القوات المسلحة الصومالية على البلدة بمساعدة قوات الاتحاد الإفريقي بعد معركة شرسة في 30 أغسطس 2014.  وشهدت البلدة هجوما على قاعدة الاتحاد الأفريقي عام 2018.

## خلفية تاريخية
في نوفمبر 2008 أشارت تقارير إلى أن منطقة بولو مرير تحتضن بئر مياه محمية.
في نوفمبر 2008 احتلت حركة الشباب بلدة بولو مرير. 
نشرت الصحافة صورة تظهر مقاتلي حركة الشباب في بلدة بولو مرير عام 2008. 
في يناير 2013 حاولت القوات الفرنسية والأمريكية إنقاذ رهائن من حركة الشباب في بولو مرير، إلا أنها فشلت في ذلك.
في أبريل 2014 أفادت تقارير أن عشيرة تُنِّي القاطنة في بولو مرير قدمت المساعدات الغذائية لحركة الشباب.
في أغسطس 2014 بث موقع الكتائب الذراع الإعلامي لحركة الشباب، فيلمًا وثائقيًا عن هجوم يناير 2013 الذي نفذته القوات الفرنسية والأمريكي لمحاولة إنقاذ رهائن.

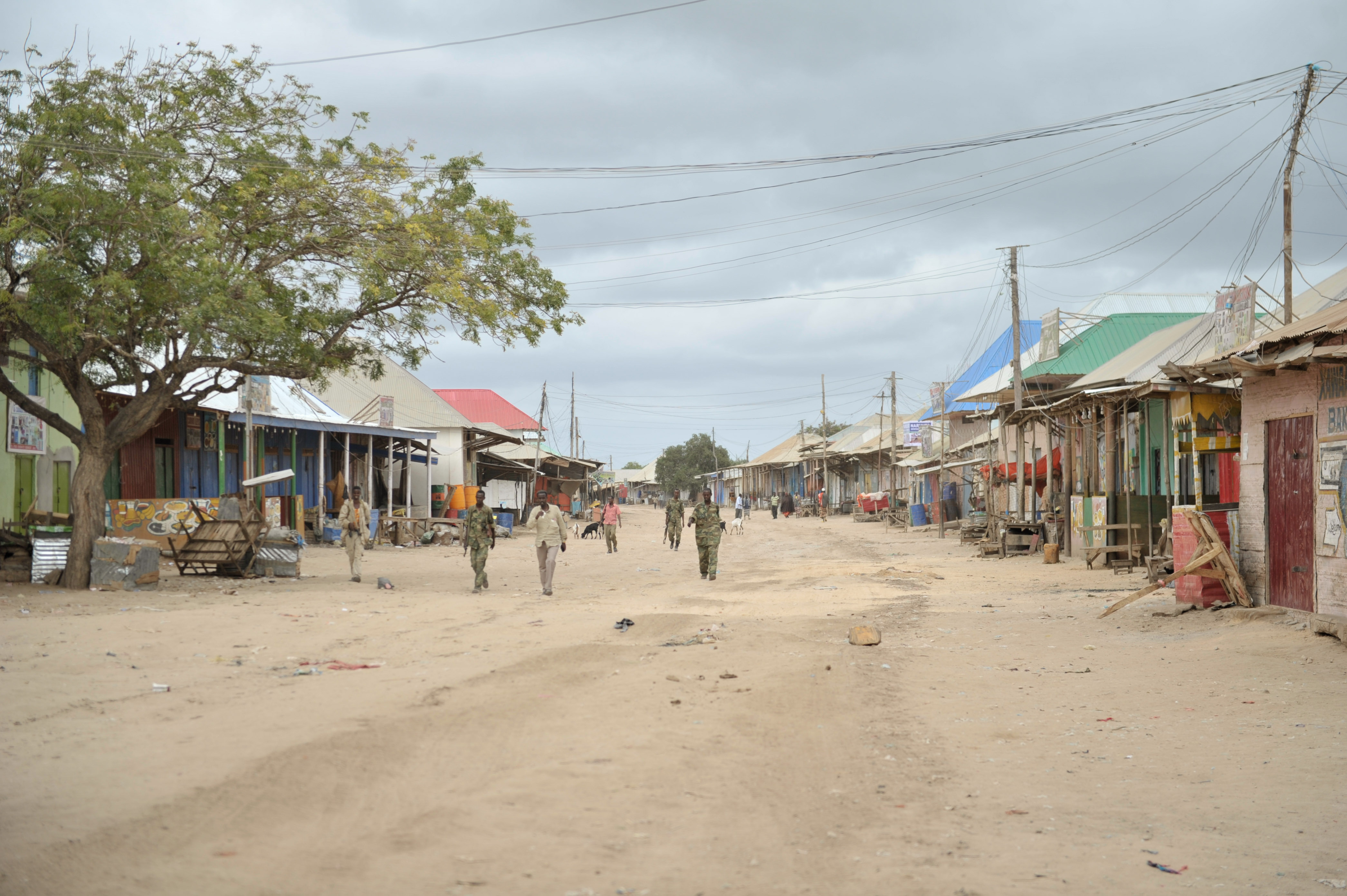
أغسطس 2014 بعد سيطرة الاتحاد الإفريقي على بولو مرير

في أغسطس 2014 سيطرت القوات المسلحة الصومالية وقوات الاتحاد الإفريقي بلدة بولو مرير، وحتى ذلك الحين، كانت بولو مرير إحدى معاقل حركة الشباب الرئيسية، وكانت تفرض ضرائب على المواطنين والمسافرين.
في أبريل 2016 قُتل أربعة مدنيين بعد إطلاق النار عليهم من قبل قوات بعثة الإتحاد الإفريقي وتهشيم مركبتهم، لرفضهم الامتثال لأوامر عسكرية بالتوقف. 
في مارس 2019 شنت حركة الشباب هجوماً عنيفاً على قاعدة بعثة الاتحاد الإفريقي في الصومال (أميصوم).
في مايو 2023 هاجمت حركة الشباب قاعدة للقوات الأوغندية التابعة لبعثة الاتحاد الإفريقي الانتقالية في الصومال (أتميس) في بولو مرير. وقالت الحكومة الصومالية إن 30 شخصا قتلوا في الهجوم، في حين قالت حركة الشباب إنها قتلت 137 جنديا. وأعلن الرئيس الأوغندي عن مقتل 54 شخصًا. 